# Hospital Nacional de Niños Dr. Carlos Sáenz Herrera
El Hospital Nacional de Niños Dr. Carlos Luis Sáenz Herrera es un hospital pediátrico costarricense. Es uno de los principales hospitales estatales del país y como tal depende de la Caja Costarricense de Seguro Social. Se especializa en el cuidado de niños y la atención pediátrica en todas las áreas, incluyendo psicológica y psiquiátrica. Es uno de los mejores hospitales pediátricos de Latinoamérica.
En 2018 fue declarado por la Asamblea Legislativa como Institución Benemérita de la Patria.

## Historia
El Dr. Carlos Sáenz Herrera inició en los años cincuenta una campaña para recolectar fondos que permitieran crear un hospital especializado en menores. Para el 28 de mayo de 1956, se logra la recaudación suficiente por parte de la Junta de Protección Social y del Servicio Cooperativo Interamericano de Salud Pública. El 24 de mayo de 1964 se inauguró el hospital por el presidente de Costa Rica, Francisco José Orlich. En Costa Rica anualmente se realiza una Teletón para cubrir las necesidades del centro médico a lo largo de los años.